# Duiven
Duiven é um município dos Países Baixos, situado na província da Guéldria. Tem 35,19 km² de área e sua população em 2020 foi estimada em 25.062 habitantes.